# フレッド・アボット
フレッド・アボット（Harry Frederick "Fred" Abbott, 1874年10月22日 - 1935年6月11日）は、メジャーリーグベースボールの右投右打の捕手。アメリカ合衆国のオハイオ州出身。

## 経歴
1891年、当時16歳ながらプロの門をたたいたアボットは、マイナーリーグでプレイを始める。その後は1892年、1893年、1896年は独立リーグに、1895年と、1897年から1902年まではマイナーリーグに所属し、メジャー昇格を目指した。
そして1903年、28歳となっていたアボットはクリーブランド・ナップス（Cleveland Naps）でようやくメジャーデビューを果たす。この年は当時の正捕手、ハリー・ベミスの74試合に次ぐ71試合でマスクを被ったが、捕手として19失策、17個のパスボール（ともにアメリカンリーグ最多）を記録してしまい、また打撃でも打率.235に終わるなど不本意な数字に終わってしまった。
翌1904年はベミスが打率.226と不調に陥ったが、アボットはそれに輪をかけて打てず、打率.169にとどまった。2年振りにマイナーへ降格するなど捕手としての出場も33試合に減少したが、この年は9失策、5パスボールという結果だった。
1905年はフィラデルフィア・フィリーズでプレイ。しかしここでも正捕手のレッド・ドゥーインを超えることは出来ず、主に控えの捕手としてシーズンでは42試合に出場した。この年は34試合でキャッチャーに起用されているが、9失策に対し、パスボールを1個にとどめている。
1905年10月にマイナーリーグのチームへと移籍したアボットは、その後6年間をメジャーの舞台から離れて過ごす。しかし結局再びメジャーでプレイすることはなく、1911年のシーズンを最後に現役を引退した。
1935年6月11日に死亡。カリフォルニア州ノースハリウッド（North Hollywood）のヴァルハラ・メモリアル・パーク（Valhalla Memorial Park）墓地に眠っている。

## 選手としての特徴
- 前述の通り、エラーやパスボールの数が多い（当時の野球のレベル自体が低かった影響もある）選手ではあったが、盗塁を阻止する能力には長けており、1903年と1904年には50%（ともにリーグ3位）、1905年には46%という盗塁阻止率を記録している。
- 主なポジションはキャッチャーだったが、ファーストとしてもメジャー通算で15試合に出場している。

## 詳細情報

### 年度別打撃成績
| 年 度    | 球 団    | 試 合 | 打 席 | 打 数 | 得 点 | 安 打 | 二 塁 打 | 三 塁 打 | 本 塁 打 | 塁 打 | 打 点 | 盗 塁 | 盗 塁 死 | 犠 打 | 犠 飛 | 四 球 | 敬 遠 | 死 球 | 三 振 | 併 殺 打 | 打 率 | 出 塁 率 | 長 打 率 | O P S |
| -------- | -------- | ----- | ----- | ----- | ----- | ----- | -------- | -------- | -------- | ----- | ----- | ----- | -------- | ----- | ----- | ----- | ----- | ----- | ----- | -------- | ----- | -------- | -------- | ----- |
| 1903     | CLE      | 77    | 276   | 255   | 25    | 60    | 11       | 3        | 1        | 80    | 25    | 8     | -        | 9     | -     | 7     | -     | 5     | 25    | -        | .235  | .270     | .314     | .583  |
| 1904     | CLE      | 41    | 141   | 130   | 14    | 22    | 4        | 2        | 0        | 30    | 12    | 2     | -        | 5     | -     | 6     | -     | 0     | 27    | -        | .169  | .206     | .231     | .437  |
| 1905     | PHI      | 42    | 143   | 128   | 9     | 25    | 6        | 1        | 0        | 33    | 12    | 4     | -        | 6     | -     | 6     | -     | 3     | 23    | -        | .195  | .248     | .258     | .506  |
| MLB：3年 | MLB：3年 | 160   | 560   | 513   | 48    | 107   | 21       | 6        | 1        | 143   | 49    | 14    | -        | 20    | -     | 19    | -     | 8     | 75    | -        | .209  | .248     | .279     | .527  |

- 「-」は公式記録なし